# Chorinea heliconides
Chorinea heliconides is een vlindersoort uit de familie van de prachtvlinders (Riodinidae), onderfamilie Riodininae.
Chorinea heliconides werd in 1833 beschreven door Swainson.